# Margareta od Castella
Margareta od Castella (tal. Margherita da Città di Castello; Metola, Italija, 1287. – Città di Castello, 13. travnja 1320.) bia je talijanska katolička redovnica. Katolička Crkva štu je ju kao sveticu.

## Životopis
Rođena je u plemićkoj obitelji u Metoli u Italiji 1287. godine. Margareta je bila malena rasta, grbava, izobličena lica, njezina desna noga bila je kraća od lijeve, a bila je i slijepa. Roditelji su se prema njoj odnosili vrlo okrutno. Držali su je skrivenu od rodbine i prijatelja, ali i od sebe samih. Brigu o djetetu povjerili su sluzi, koji joj je dao ime, jer roditelji nisu htjeli.
Obitelj ju je odbacila i kada joj je bilo šest godina, otac ju je zatvorilo u ćeliju kraj kapele u šumi, gdje je provela četrnaest godina. Mjesni župnik ju je posjećivao, brinuo se o njoj i bio joj učitelj.
Nakon dugo vremena, roditelji su je odveli u grad Città di Castello kako bi postigli čudo njezinoga ozdravljenja po zagovoru jednoga franjevca. Budući da nije ozdravila, ostavili su je u tom gradu. Nakon razdoblja provedenoga s prosjacima toga grada, s puno poteškoća ušla je u samostan. Iz njega je otpuštena nakon nekoga vremena, neprihvaćena. Zatim ju je primila obitelj Offrenduccio s kojom će provesti ostatak života. Kasnije je postala trećoredkinja dominikanskog reda, posvetivši se pomoći bolesnima i siromašnima te molitvi. Iako ograničena svojim tjelesnim nedostatcima, Margareta je bila bistra uma, a zbog svojih patnji i fizičke boli koju je neprestano trpjela, bila je blage naravi, puna sućuti, osobito prema onima koji trpe.
Pripisana su joj čuda, levitacije i vizija Krista. Umrla je s 33 godine 13. travnja 1320. godine.

## Štovanje
Njezino neraspadnuto tijelo štuje se u crkvi sv. Dominika u gradu Città di Castello.
Papa Pavao V. proglasio ju je blaženom 19. listopada 1609. godine, dobila je spomendan u kalendaru 13. travnja. Godine 1988. priznata je kao zaštitnica invalida za biskupije Città di Castello i Urbino - Urbania - Sant'Angelo u Vadu.
Papa Franjo proglasio ju je svetom 24. travnja 2021. godine.